# 雙城站
雙城站位於台灣新北市新店區雙城里的安一路與安泰路口，為新北捷運安坑輕軌的捷運車站。原計畫名為「二叭子植物園站」，2017年12月9日經新北市政府捷運工程局改為現名。

## 車站構造
- 側式月台兩座

### 月台配置
| 地面               |                                                          |
| 側式月台，右側開門 |                                                          |
| 一月台             | ←（安坑機廠） 安坑輕軌 終點站 旅客下車月台（不提供載客） |
| 二月台             | 安坑輕軌 往十四張方向（K02 玫瑰中國城站）→               |
| 側式月台，右側開門 |                                                          |
| 出入口             | 連通道                                                   |

## 車站出入口
| 出入口 | 圖片 | 位置 |
| ------ | ---- | ---- |
|        |      |      |

## 歷史
- 2023年2月10日，本站随安坑轻轨的通車而启用[1][2]。

## 車站周邊

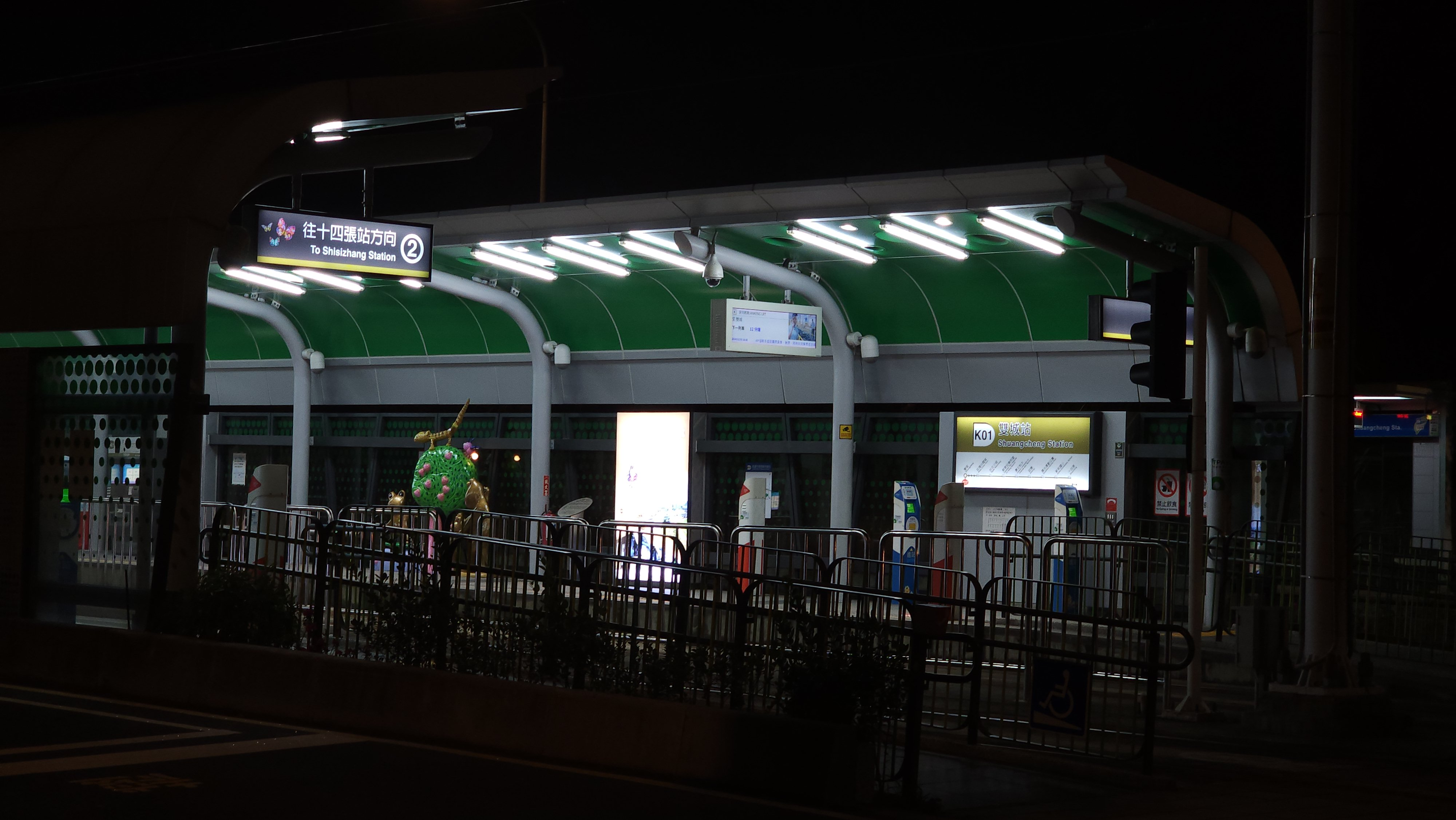
夜間的雙城站

- 二叭子植物園
- 甜蜜蜜社區
- 喜洋洋社區
- 新北市公共自行車租賃系統 輕軌雙城站

## 公車資訊
站牌名為《輕軌雙城站》
| 編號  | 經營業者 | 區間               | 備註                |
| ----- | -------- | ------------------ | ------------------- |
| 安坑6 | 指南客運 | 輕軌雙城站－安泰路 | 停靠 輕軌雙城站站牌 |

## 外部連結
- 安坑輕軌路線圖-新北大眾捷運股份有限公司 （页面存档备份，存于）
- 安坑輕軌K01雙城站-新北大眾捷運股份有限公司 （页面存档备份，存于）